# قضة بوتية
قضة بوتية (الاسم العلمي:Halothamnus bottae) هي نوع غير مؤكد من النباتات يتبع جنس القضة من الفصيلة القطيفية.